# 安養寺 (半田市)
安養寺（あんようじ）は、愛知県半田市板山町10丁目5番地にある西山浄土宗の寺院。山号は篠島山。本尊は阿弥陀如来。半田市東郷町にある常楽寺と関わりがある。

## 歴史
慶長6年（1601年）、三河湾の知多郡篠島に浄土宗西方寺の末寺として建立された。近江国長浜城の城主浅井長政の家臣である安養三郎右衛門の遺児安養源右衛門が、近江国日野の正法寺（現・滋賀県蒲生郡日野町）に入って出家し、長政や父の菩提を弔うために安養寺を建立したのである。
宝永5年（1708年）、知多郡成岩（現・愛知県半田市）にある常楽寺の第17世光空周明上人が寺号と寺を譲り受け、成岩に移転させて開山第1世となった。『張州雑志』には「属常楽寺」という記述がみられる。
1914年（大正3年）2月7日には横井是旭住職によって私設図書館甲寅図書館が設置された。

## 建築

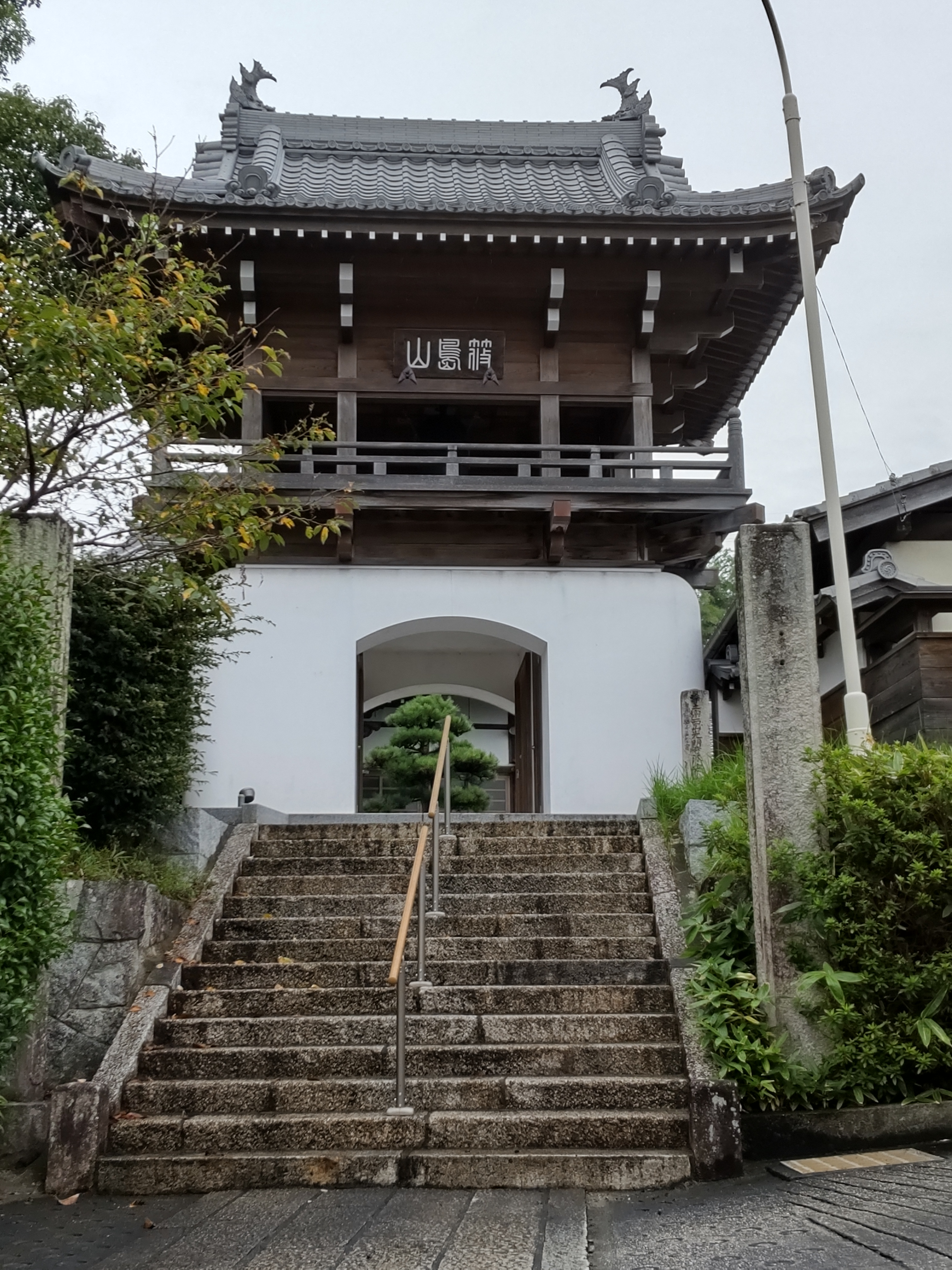
山門

境内地は2607.94平方メートル。墓地は300平方メートル。子安観音堂は江戸中期の建築とされる。観音堂の外陣格天井の各小間には四季の花鳥が色鮮やかに描かれている。天保11年（1840年）には知多郡成岩村の武家屋敷を改築して書院とした。
安政年間（1854年-1860年）以前には板山神社の東から現在地に移転したとされ、移転と同時に寄棟造の本堂を新築したとされる。江戸末期には庫裡を、1903年（明治36年）には山門を、1916年（大正5年）には客殿を建立した。山門の格天井には山本梅荘、山本石荘の画が描かれている。

## 宝物
- 『絹本着色釈迦涅槃図一幅』[1]
- 『石造聖観音立像』（子安観音）[1]
- 『石造如意輪観音座像』[1]